# HD 6245
HD 6245，又名CD-47 313，SAO 215343、HR 299，是一颗恒星，视星等为5.36，位于銀經297.02，銀緯-70.6，其B1900.0坐标为赤經0h 58m 18.8s，赤緯-46° -70.6′ 7″。